# Ville di Reggio Emilia
Ville di Reggio Emilia is een plaats (frazione) in de Italiaanse gemeente Reggio nell'Emilia.

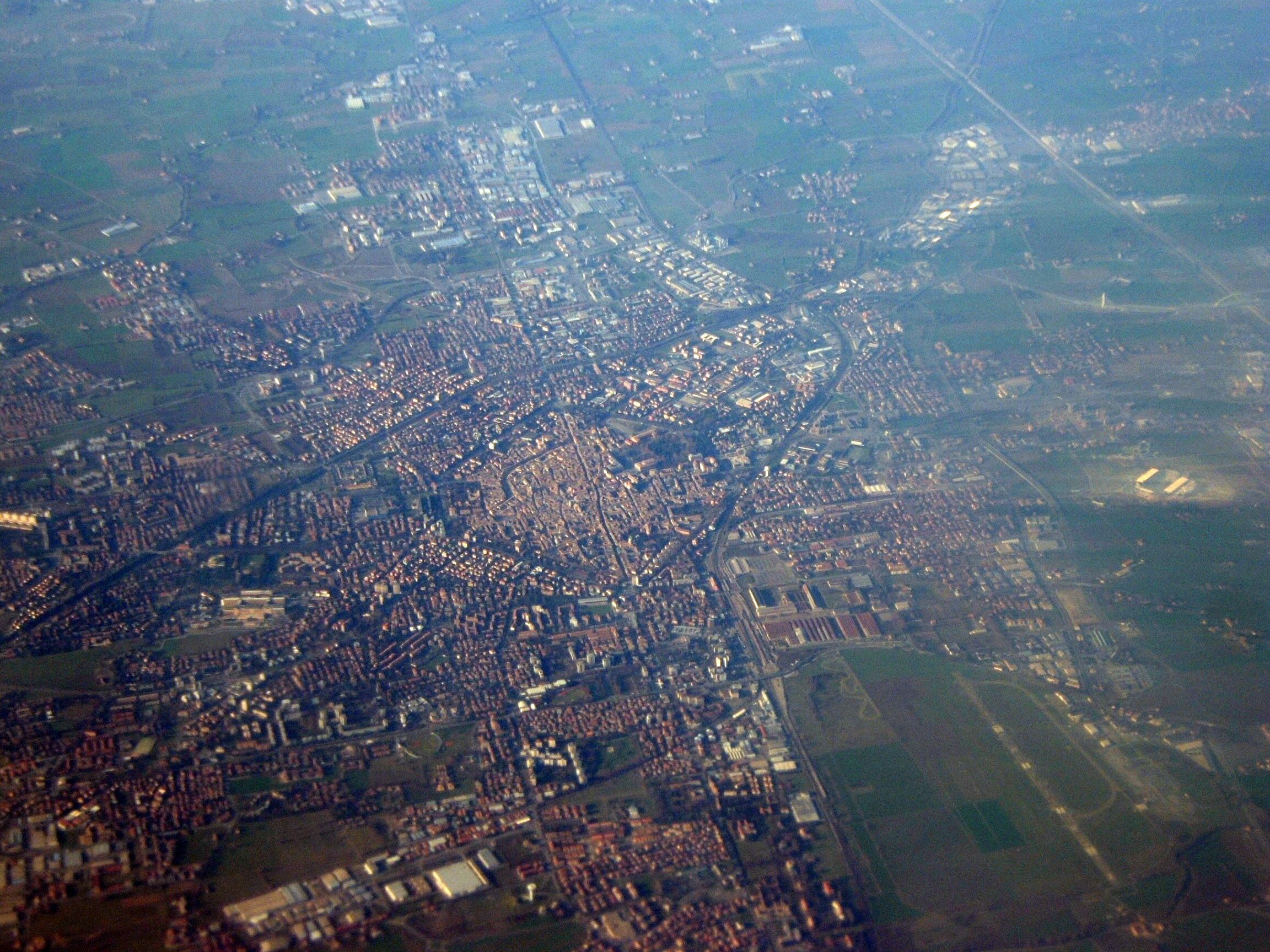
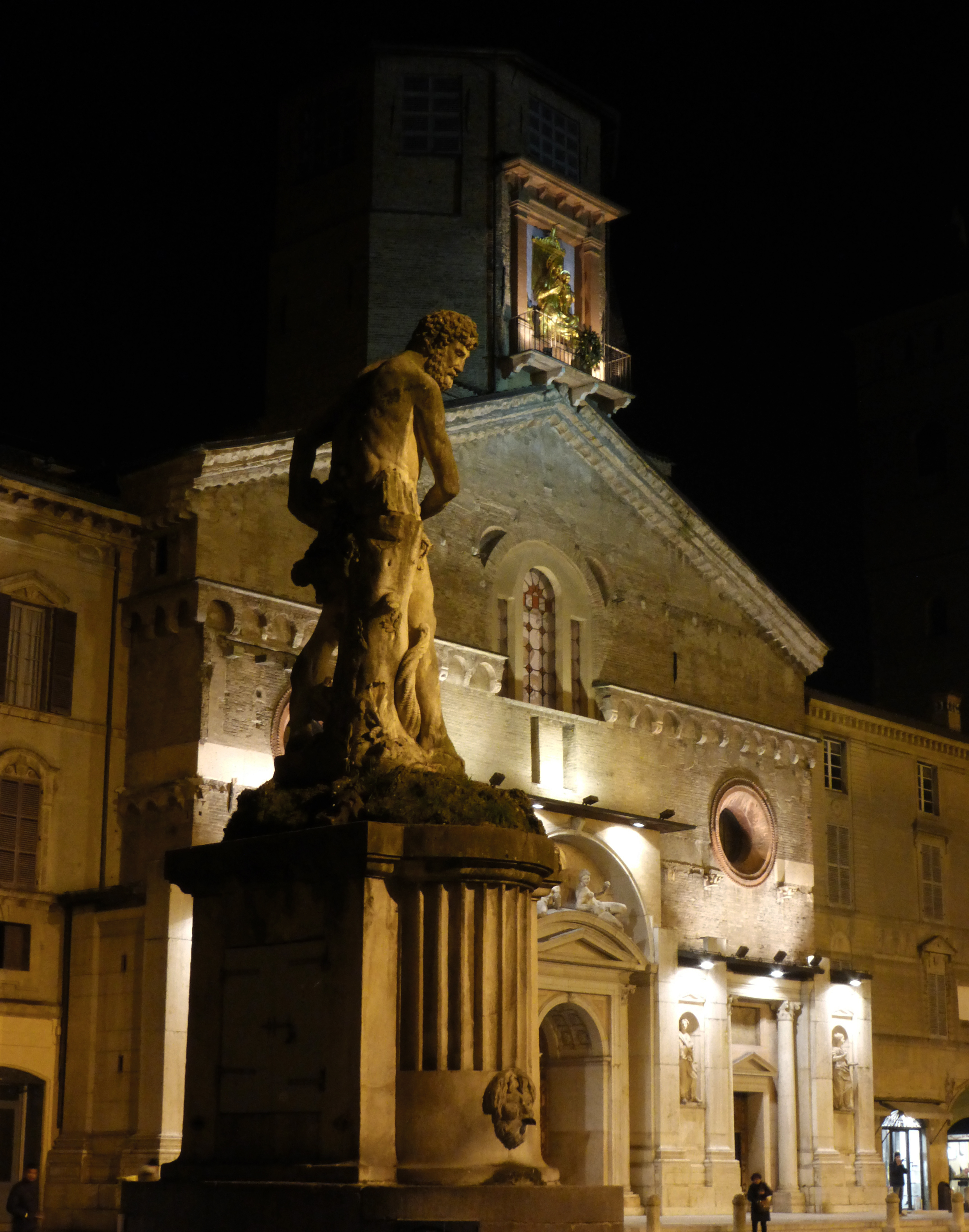
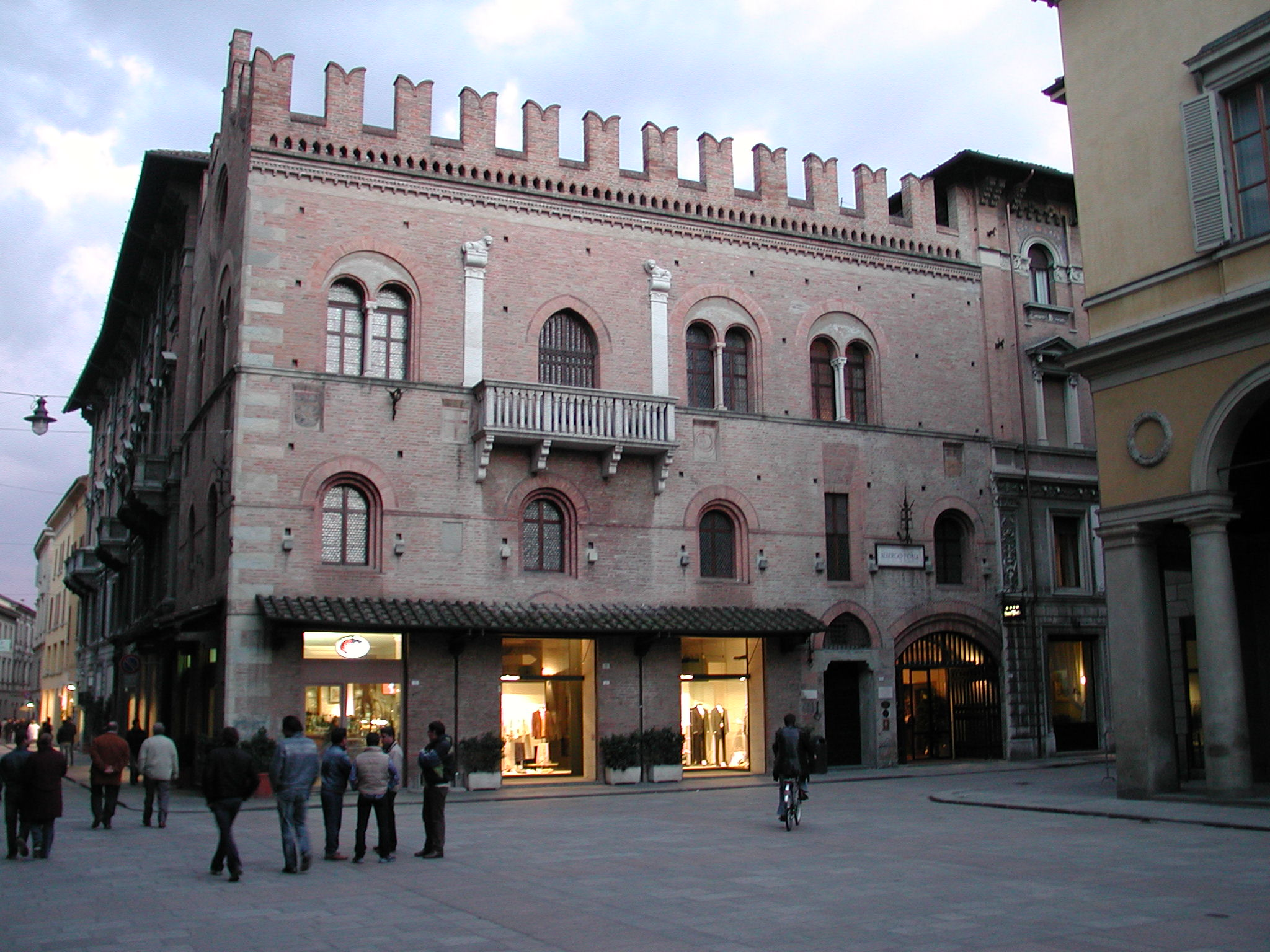
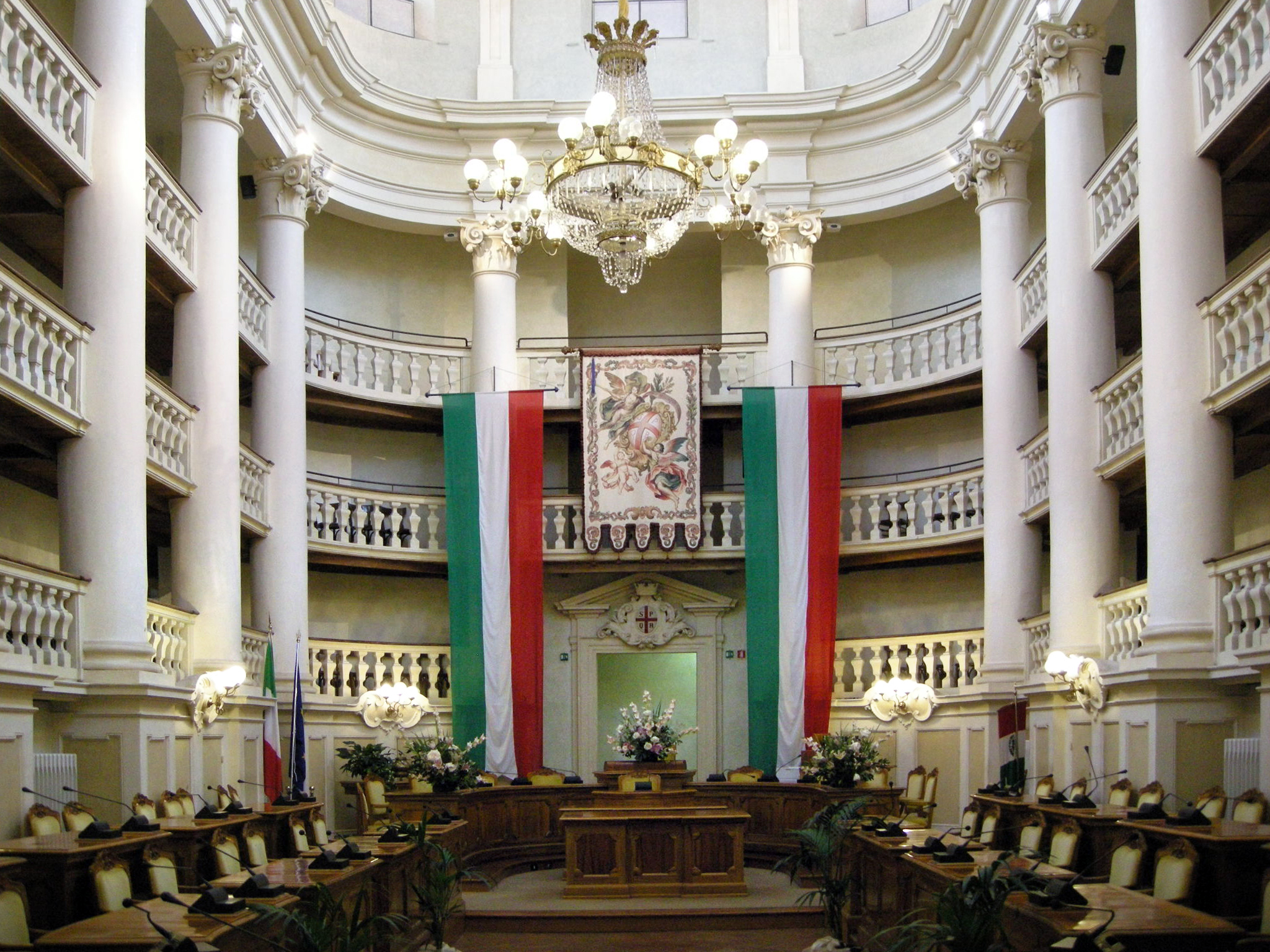
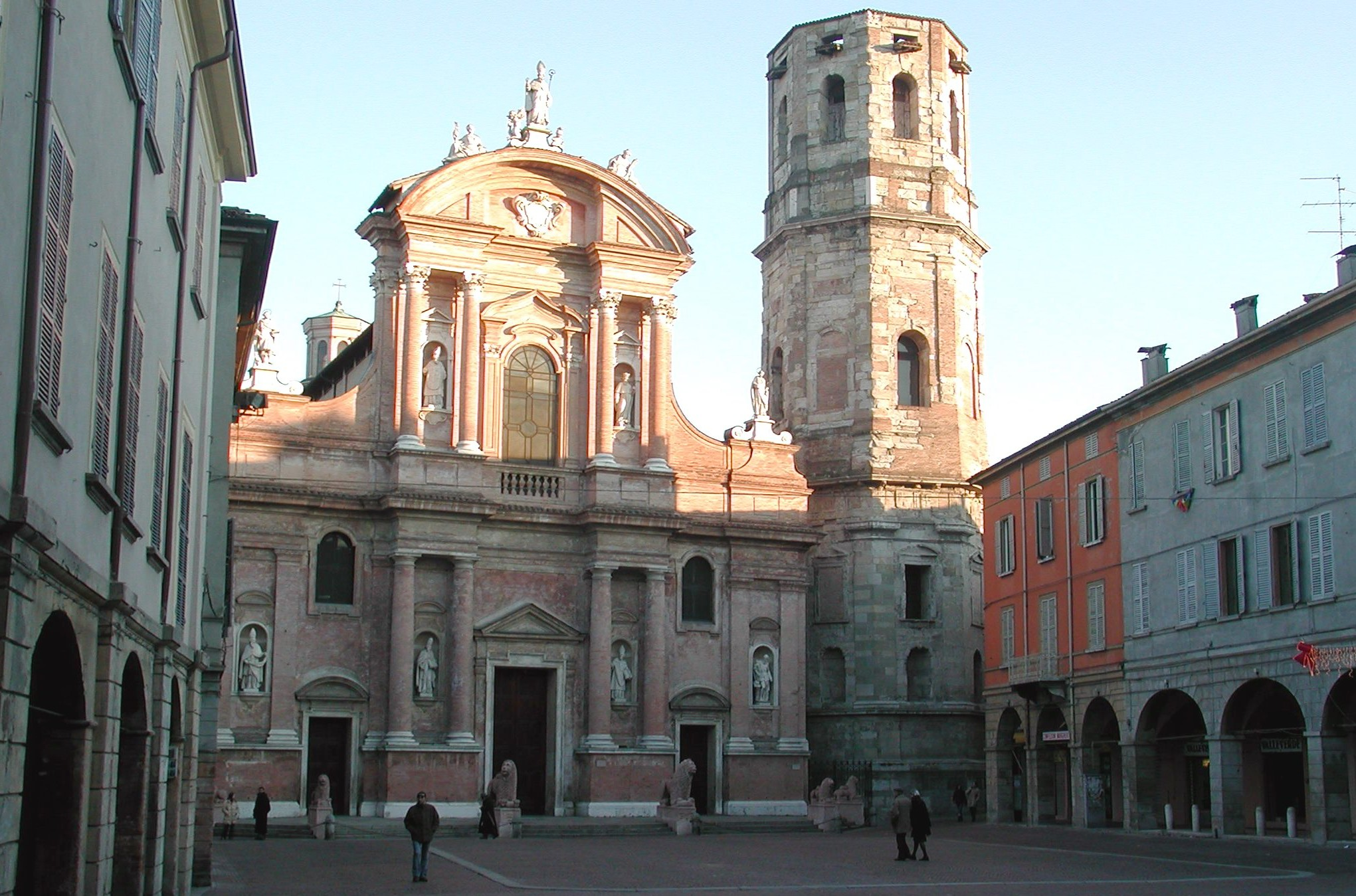